# Gabriel Knight 3: Blood of the Sacred, Blood of the Damned
Gabriel Knight 3: Blood of the Sacred, Blood of the Damned (с англ. — «Габриэль Найт 3: Кровь Святых, Кровь Проклятых») — третья и на сегодняшний день заключительная приключенческая игра из серии Gabriel Knight, выпущенная компанией Sierra Online. Как и две остальные части, игра была разработана геймдизайнером и писательницей Джейн Дженсен. В отличие от предыдущих частей сериала, на этот раз саундтрек был написан Девидом Генри, развившем оригинальные темы постоянного автора музыки к играм серии Роберта Холмса. Главного героя — частного сыщика и борца со сверхъестественным злом Габриэля Найта — вновь, как и в дебютной части сериала, озвучивает английский актёр Тим Карри. На роли остальных постоянных персонажей трилогии — Грейс и Детектива Мозли — были приглашены новые исполнители. Игра вышла в 1999 году и была переиздана в составе сборника игр от Sierra Best Seller Series в 2001.

## Оценки
| Сводный рейтинг | Сводный рейтинг |
| Агрегатор       | Оценка          |
| --------------- | --------------- |
| GameRankings    | 78,14 %         |